# Údolí Velké Hané
Údolí Velké Hané je bývalá přírodní památka ev. č. 1253 poblíž městyse Drahany v okrese Prostějov v Olomouckém kraji. Území na katastru obcí Drahany a Otinoves bylo spravováno Agenturou ochrany přírody a krajiny ČR.

## Původní předmět ochrany
Předmětem ochrany části údolí Velké Hané bylo zachování torza vlhkomilné a suchomilné vegetace. Území bylo významným refugiem pro řadu živočišných druhů, které byly vytlačeny z oblasti scelených zemědělských pozemků. Hnízdilo zde mnoho druhů ptactva. Mimo jiné krutihlav obecný (Jynx torquilla), strakapoud velký (Dendrocopos major), bramborníček hnědý (Saxicola rubetra), budníček menší (Phylloscopus collybita) a krkavec velký (Corvus corax). Vyskytoval se zde slepýš křehký (Anguis fragilis), užovka obojková (Natrix natrix) a zmije obecná (Vipera berus), z obojživelníků čolek obecný, čolek horský, rosnička zelená (Hyla arborea), skokan hnědý (Rana temporaria) a skokan štíhlý (Rana dalmatina).

## Zrušení ochrany
Dne 26. 2. 2013 byl podán návrh na zrušení přírodní památky. Důvodem byl zvýšený výskyt kulturních lučních a lesních společenstev, znemožňujících existenci chráněných druhů rostlin a živočichů. Výzkumná zpráva z roku 2004 uváděla vyšší výskyt upolínu nejvyššího (Trollius altissimus), který je však v okolí běžnou rostlinou a v tůních v jižní části výskyt několika jedinců čolka obecného (Triturus vulgaris) a čolka horského (Triturus alpestris).
Zrušení ochrany bylo provedeno nařízením Olomouckého kraje schváleného usnesením Rady Olomouckého kraje dne 30. dubna 2014. Nařízení nabylo platnosti 17. června 2014 (15 dní od jeho vyhlášení ve Věstníku právních předpisů Olomouckého kraje).
Alternativou ke zrušení mohla být revitalizace, která by byla finančně velice nákladná a nebyl by u ní zaručen požadovaný efekt.

## Fotogalerie

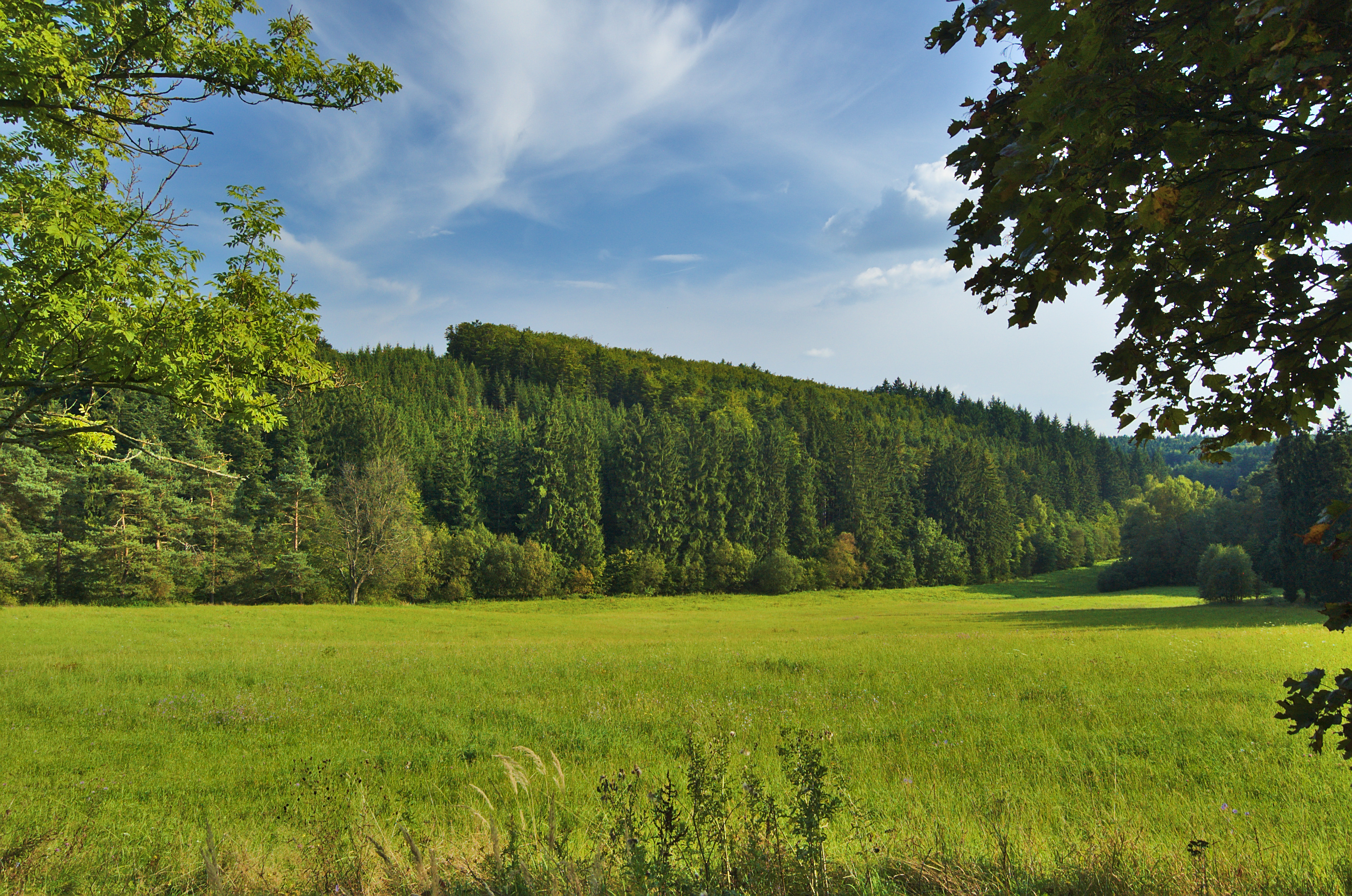
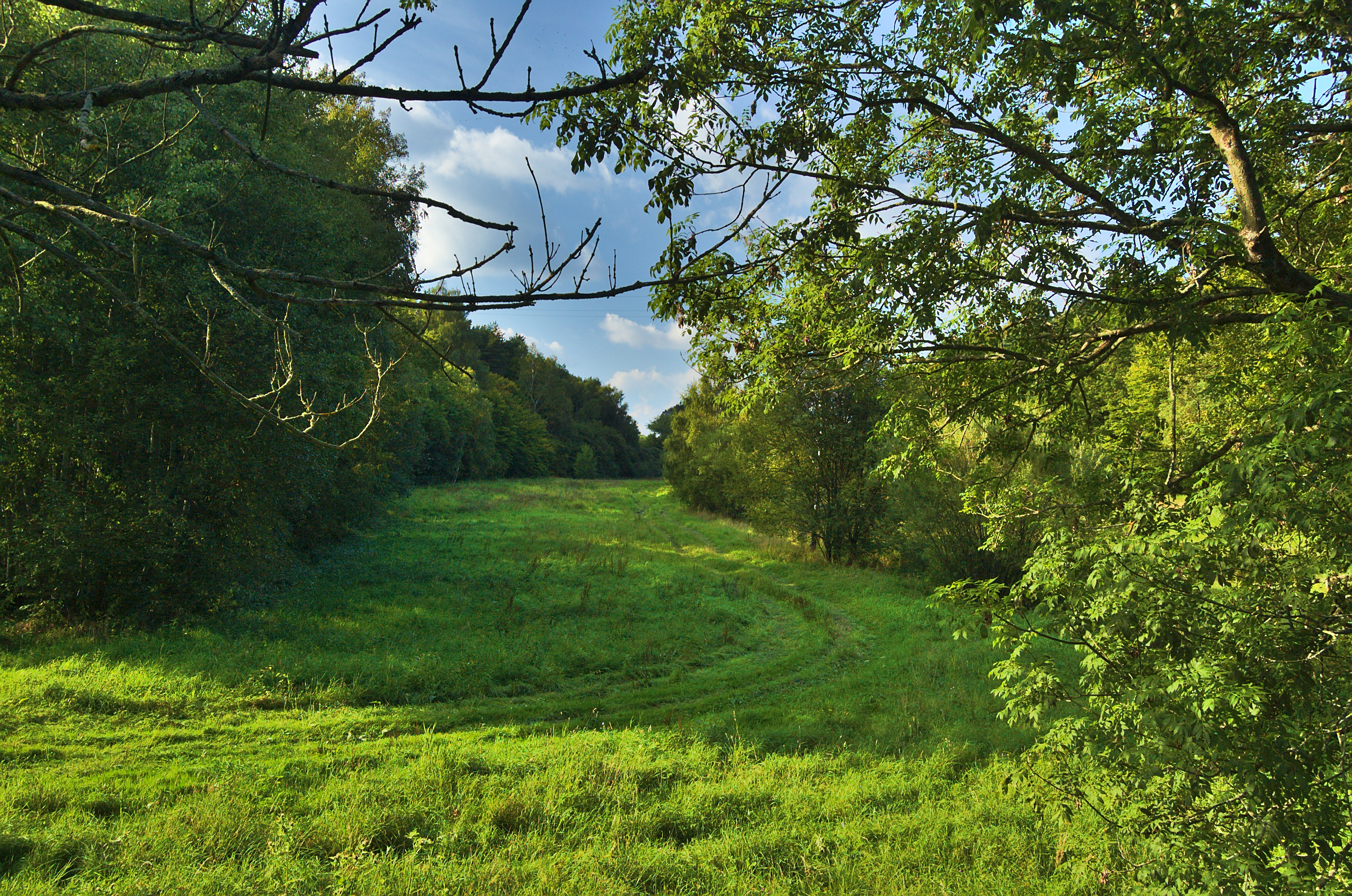
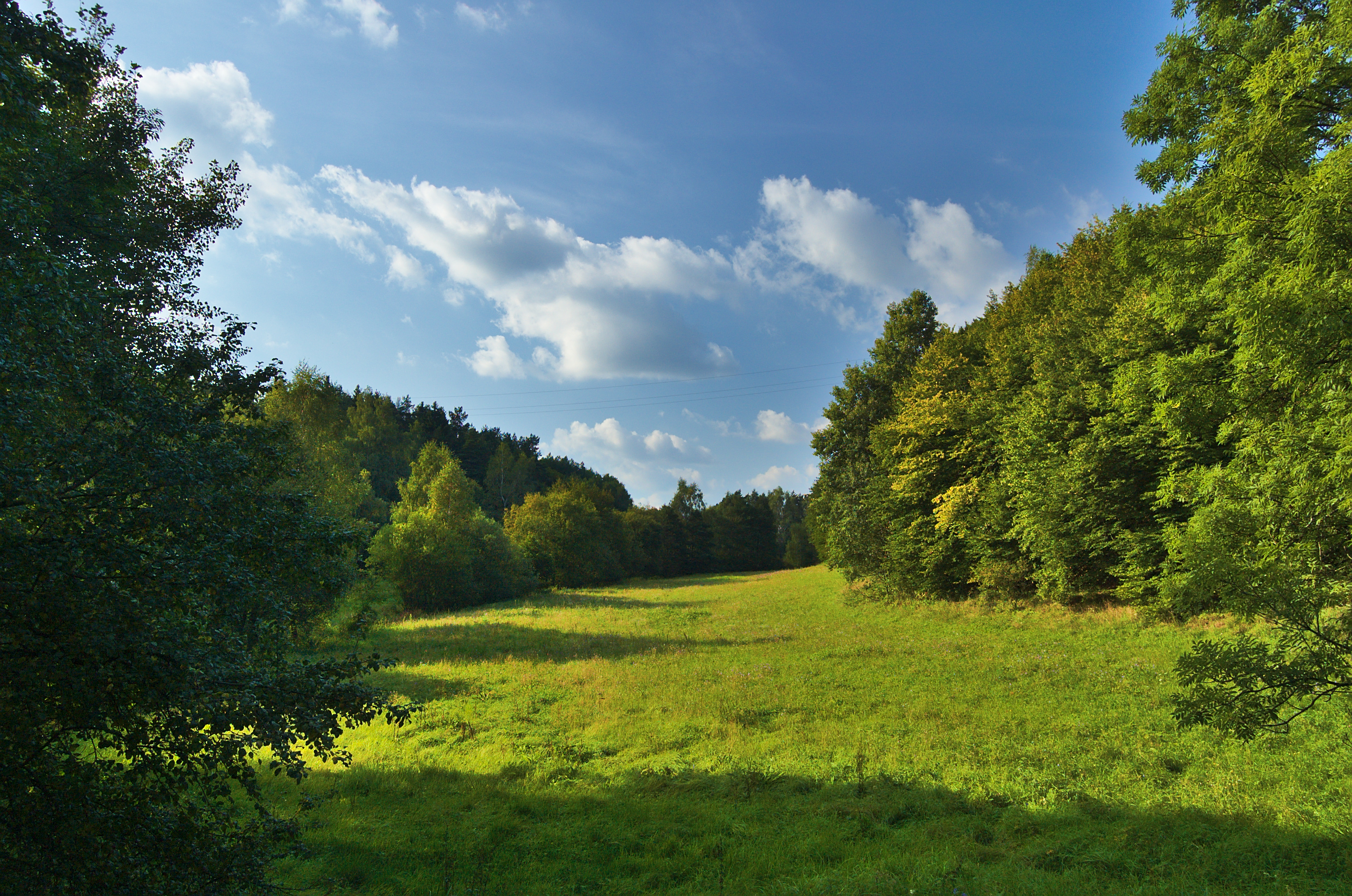
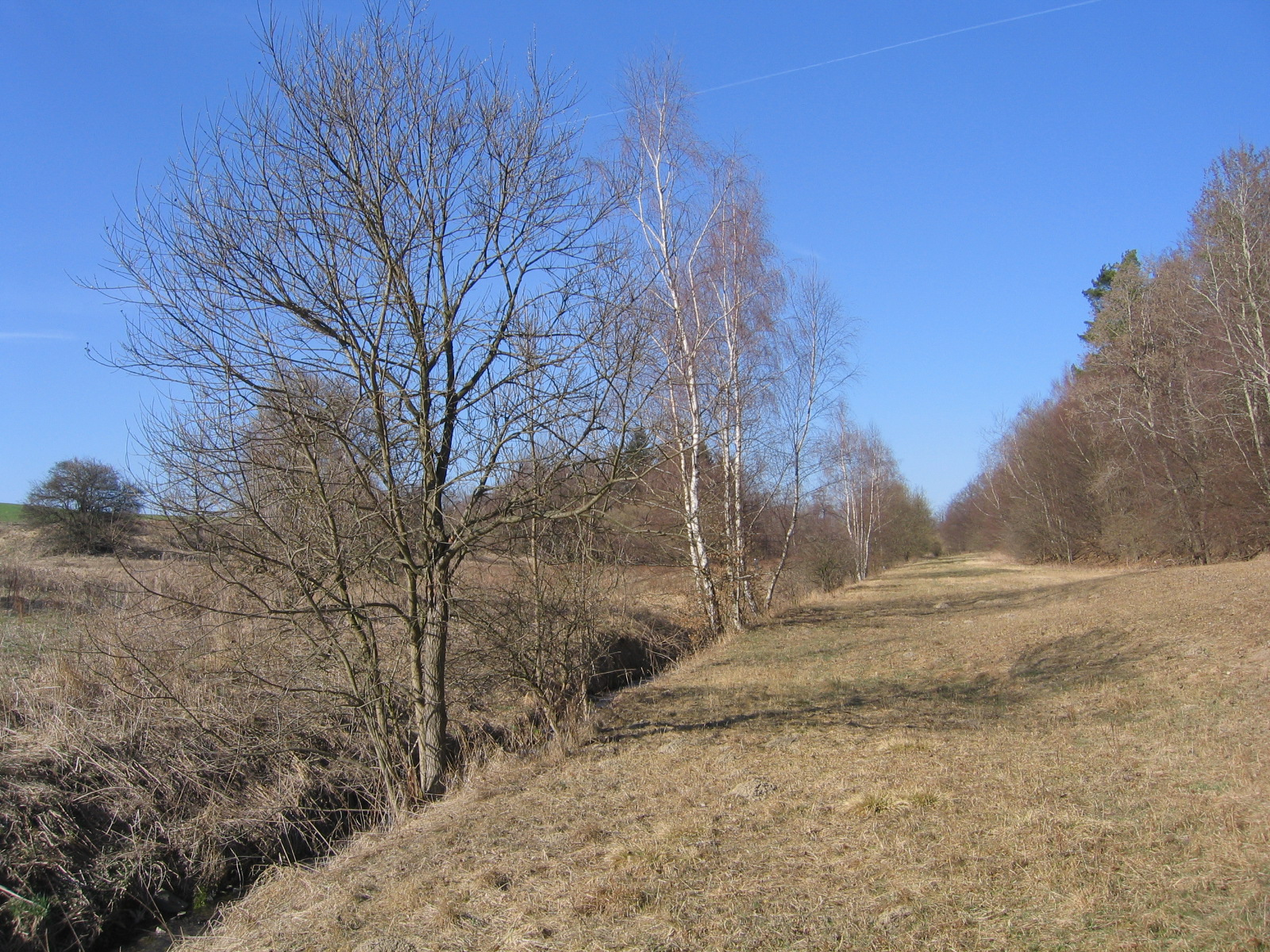
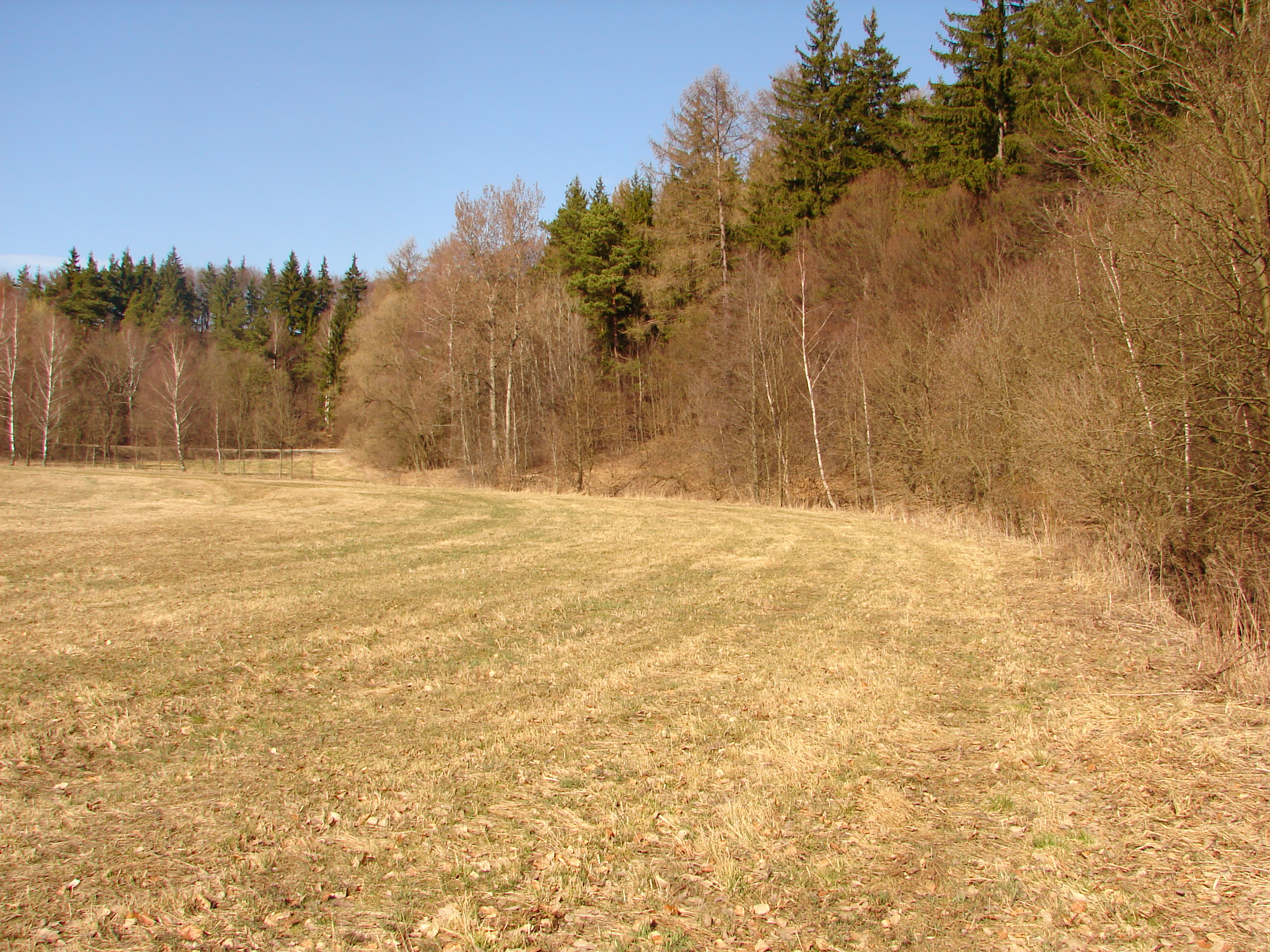
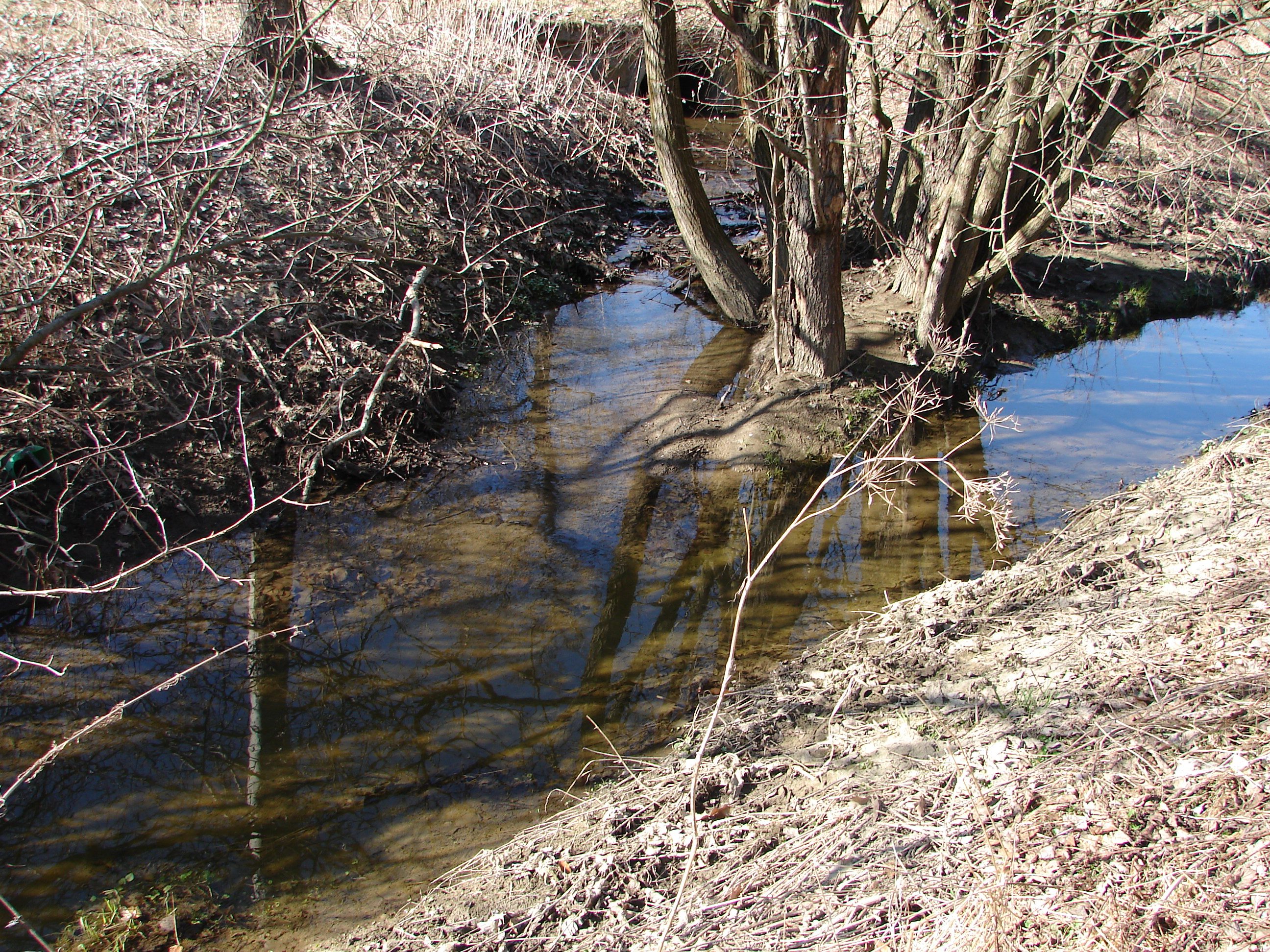
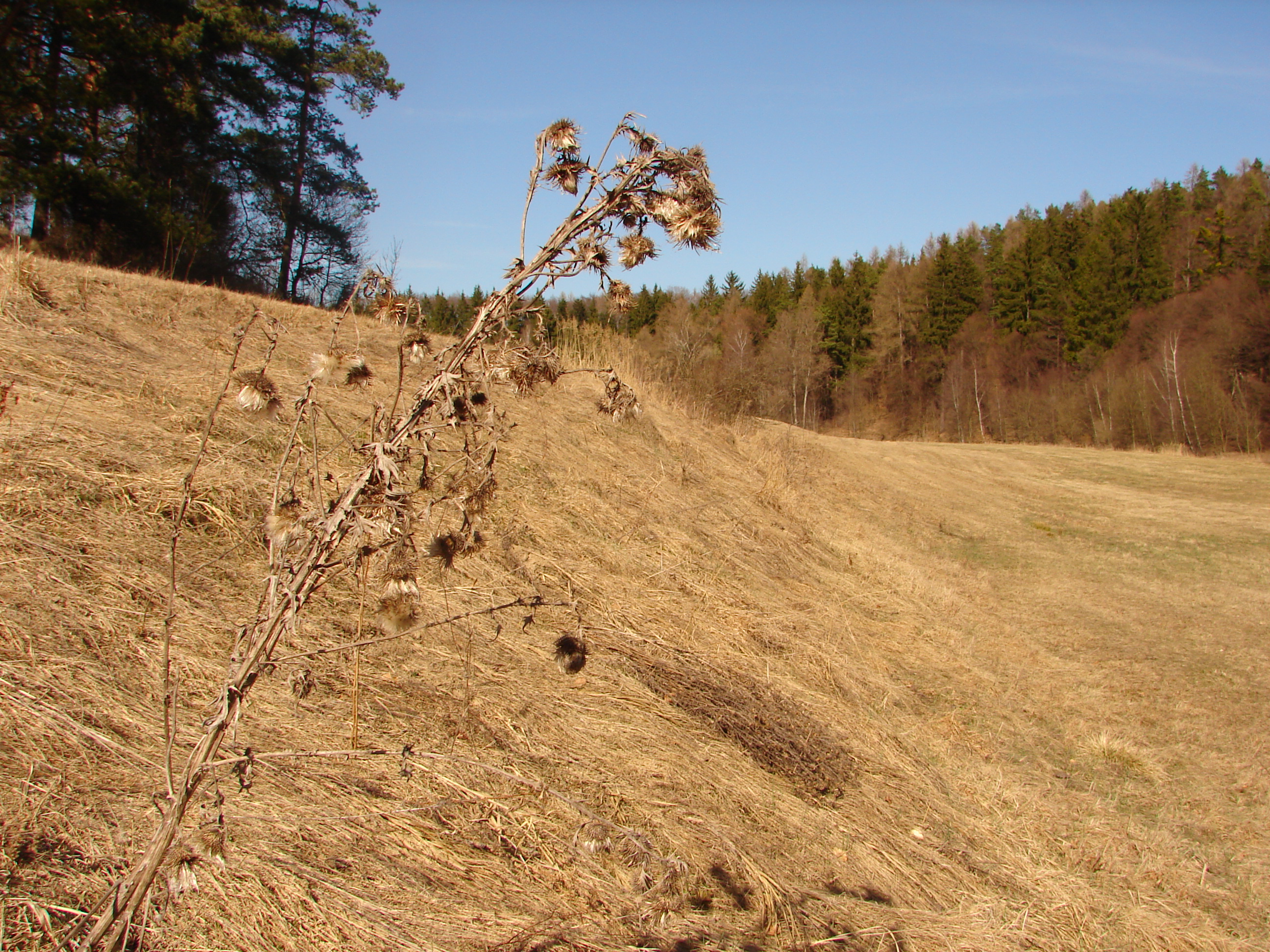